# Agglomération de La Tuque
Pour les articles homonymes, voir La Tuque (homonymie) et La Tuque.
L’agglomération de La Tuque est un territoire équivalent à une municipalité régionale de comté situé dans la région administrative de la Mauricie au Québec (Canada). Elle est créée le 1er janvier 2006 et est formée des municipalités de La Tuque, Lac-Édouard et La Bostonnais, en Haute-Mauricie.
Cette structure municipale d'agglomération est à distinguer de la division de recensement (ou municipalité régionale de comté géographique) de La Tuque qui comporte aussi trois réserves attikameks, soit Obedjiwan, Wemotaci et Coucoucache.

## Histoire
L'agglomération de La Tuque succède à la municipalité régionale de comté du Haut-Saint-Maurice, cette dernière avait été créée en 1982 à partir d'une partie des comtés de Champlain, de Québec, de Saint-Maurice et d'Abitibi.
Le Haut-Saint-Maurice est dissous lors de la fusion de toutes ses municipalités en 2003 pour créer la ville de La Tuque.
À la suite de référendum visant la reconstitution des municipalités de La Bostonnais et de Lac-Édouard, l'agglomération de La Tuque est créée afin que des services de ces municipalités soient mis en commun et administrés par la ville de La Tuque.

## Géographie

### Entités territoriales
L'agglomération est constituée de trois municipalités locales. Son territoire inclut aussi trois réserves indiennes qui n'en font pas juridiquement partie.
| Nom           | Type             | Population 2021 | Superficie (km2) | Densité (hab./km2) |
| ------------- | ---------------- | --------------- | ---------------- | ------------------ |
| Coucoucache   | Réserve indienne | 0               | 0,06             | 0                  |
| La Bostonnais | Municipalité     | 556             | 289,3            | 1,92               |
| La Tuque      | Ville            | 11 129          | 28 294,57        | 0,39               |
| Lac-Édouard   | Municipalité     | 220             | 916,5            | 0,24               |
| Obedjiwan     | Réserve indienne | 1 991           | 9,27             | 214,78             |
| Wemotaci      | Réserve indienne | 1 154           | 33,3             | 34,65              |
| Total         | Total            | 15 038          | 26 031,84        | 0,58               |

### Attikameks
Le Conseil de la Nation atikamekw est basé à La Tuque.
Deux de ses trois bandes habitent le territoire et administrent les trois réserves:
- Conseil des Atikamekw de Wemotaci avec 1 918 membres (Coucoucache et Wemotaci).
- Atikamekw d'Opitciwan avec 2 937 membres (Obedjiwan).

La Nation atikamekw demande la gestion d'un territoire plus étendu : le Nitaskinan.

### Articles connexes

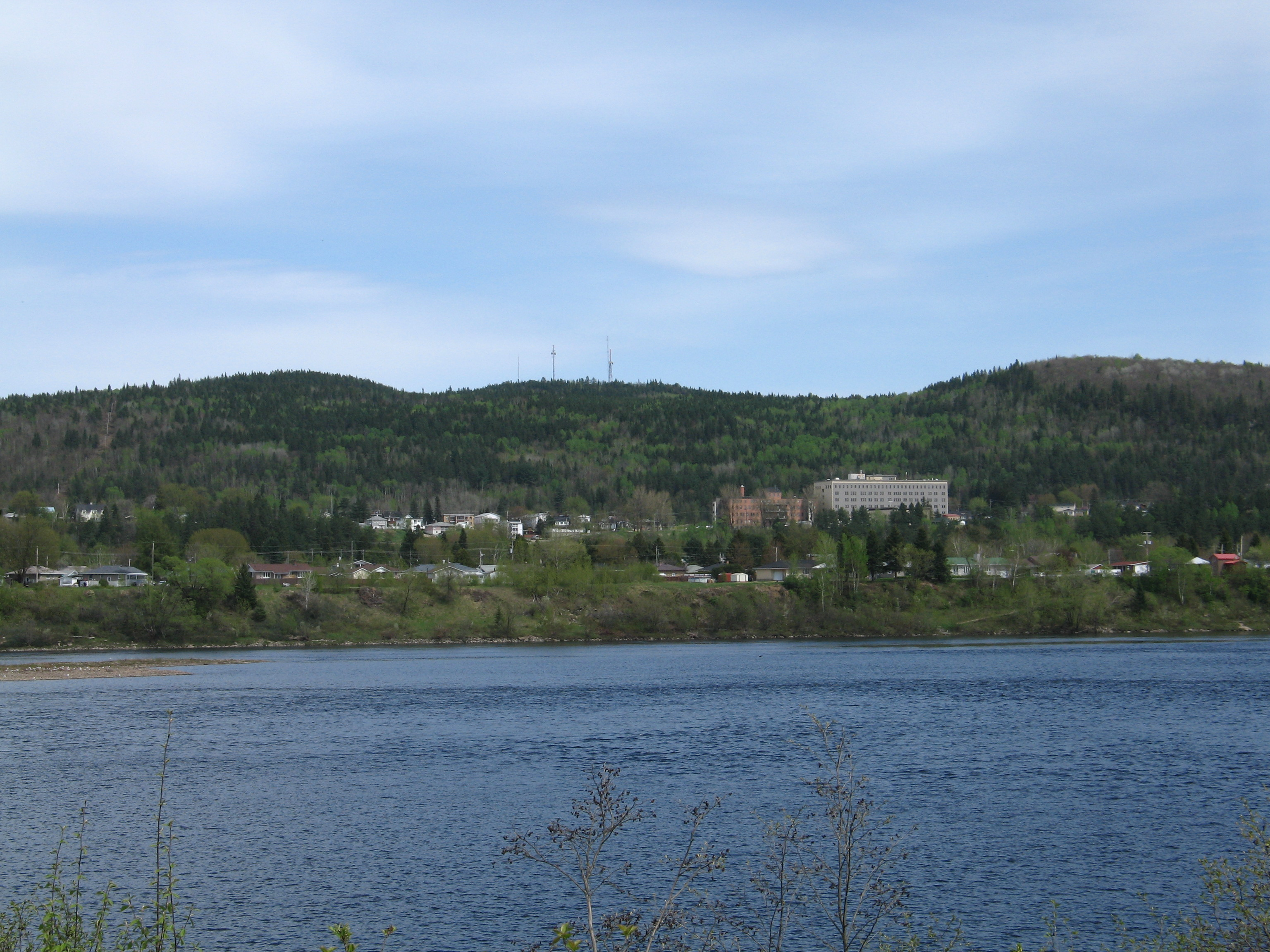
Secteur urbain de La Tuque vu de la rive ouest de la rivière Saint-Maurice.

## Langue
| Langue maternelle - La Tuque TE, Quebec | Langue maternelle - La Tuque TE, Quebec | Langue maternelle - La Tuque TE, Quebec | Langue maternelle - La Tuque TE, Quebec | Langue maternelle - La Tuque TE, Quebec | Langue maternelle - La Tuque TE, Quebec | Langue maternelle - La Tuque TE, Quebec | Langue maternelle - La Tuque TE, Quebec | Langue maternelle - La Tuque TE, Quebec | Langue maternelle - La Tuque TE, Quebec | Langue maternelle - La Tuque TE, Quebec | Langue maternelle - La Tuque TE, Quebec | Langue maternelle - La Tuque TE, Quebec | Langue maternelle - La Tuque TE, Quebec | Langue maternelle - La Tuque TE, Quebec | Langue maternelle - La Tuque TE, Quebec | Langue maternelle - La Tuque TE, Quebec | Langue maternelle - La Tuque TE, Quebec | Langue maternelle - La Tuque TE, Quebec |
| --------------------------------------- | --------------------------------------- | --------------------------------------- | --------------------------------------- | --------------------------------------- | --------------------------------------- | --------------------------------------- | --------------------------------------- | --------------------------------------- | --------------------------------------- | --------------------------------------- | --------------------------------------- | --------------------------------------- | --------------------------------------- | --------------------------------------- | --------------------------------------- | --------------------------------------- | --------------------------------------- | --------------------------------------- |
| Census                                  |                                         | Total                                   |                                         | Français                                | Français                                | Français                                |                                         | Anglais                                 | Anglais                                 | Anglais                                 |                                         | Anglais & Français                      | Anglais & Français                      | Anglais & Français                      |                                         | Autre                                   | Autre                                   | Autre                                   |
| An                                      |                                         | Réponses                                |                                         | Nb                                      | Tend                                    | Pop %                                   |                                         | Nb                                      | Tend                                    | Pop %                                   |                                         | Nb                                      | Tend                                    | Pop %                                   |                                         | Nb                                      | Tend                                    | Pop %                                   |
| 2011                                    |                                         | 14,910                                  |                                         | 11,205                                  | 6.2%                                    | 75.15%                                  |                                         | 190                                     | 9.5%                                    | 1.27%                                   |                                         | 55                                      | 120.0%                                  | 0.37%                                   |                                         | 3,460                                   | 12.7%                                   | 23.21%                                  |
| 2006                                    |                                         | 15,245                                  |                                         | 11,940                                  | n/a                                     | 78.32%                                  |                                         | 210                                     | n/a                                     | 1.38%                                   |                                         | 25                                      | n/a                                     | 0.16%                                   |                                         | 3,070                                   | n/a                                     | 20.14%                                  |